# سفيان العيساوي
سفيان العيساوي (بالفرنسية: Sofiane Aïssaoui؛ مواليد 23 أغسطس 1991) هو مقاتل فنون قتالية مختلطة، بانكريس وكاراتيه ميكس فرنسي جزائري، من فئة وزن الويلتر.

## النشأة
ولد سفيان العيساوي «الأسد» في ريفين في فرنسا، لأب يعمل في الجلود يدعى إسماعيل وأم ممرضة تدعى مليكة. لديه أربعة إخوة، ثلاثة أولاد وأخت، وكذلك بنت تدعى علياء. بدأ سفيان الجودو في سن الرابعة حتى سن 22. ثم اكتشف فنون القتال المختلطة في سن 23.

## مسيرته في فنون القتال المختلطة
يتمتع سفيان بسجل حافل في الرياضات القتالية. كهاوي، تم اختياره لفريق فنون القتال المختلطة الفرنسي. شارك في بطولة العالم للهواة IMMAF (الاتحاد الدولي لفنون القتال المختلطة) في لاس فيغاس في يوليو 2015 وبطولة IMMAF الأوروبية في برمنغهام في نوفمبر 2015.
في 2016، أصبح بطل العالم في فنون القتال المختلطة للهواة WFC في ميلانو، ثم بطل العالم في التصارع (بالفرنسية: Grappling) في مايو 2018، وفاز بثلاثة ألقاب للبطولة الفرنسية، اثنان في الكاراتيه ميكس وواحدة في البانكريس.
في يونيو 2016، حيث أسس ناديه للفنون القتالية "Lion Fight Gym" في رانس.
في 2017، فاز بأول حزام عالمي.
في 2019، وفقًا لمنظمة "100٪ FIGHT"، حقق سفيان أفضل خضوع لهذا العام ضد ديميتري هنري خلال معركة «ملك المعركة».
في 2020، فاز باللقب الدولي للأرينا المقدسة (بالفرنسية: l’Arène Des Sacres) ضد رسلان هيليشكو.
في 2021، كافئة وزارة الرياضة سفيان العيساوي بالميدالية البرونزية، تقديرا لالتزامه في المجال الرياضي والترابطي.
كما اشتهر أيضا بدعمه للعديد من القضايا ودعمه للجمعيات وتنظيم لقاءات جماهيرية للملاكمة متعددة الاختصاصات.

## البطولات والإنجازات
- بطل فرنسا في البانكريس - هواة
- بطل فرنسا مرتين في الكاراتيه ميكس[5]
- بطل أوروبا في لوتا ليفر (بالفرنسية: Luta Livre)
- بطل العالم في فنون القتال المختلطة - هواة WFC
- بطل العالم في التصارع (بالفرنسية: Grappling) - WGMA
- بطل الطريق إلى المتنافسين - شبه محترف
- بطل لأرينا المقدسة (بالفرنسية: l’Arène Des Sacres) [8]

## سجل بطولة القتال النهائي
| السجل المهني |       |         |
| 11 نزال      | 7 فوز | 4 خسارة |
| ضربة قاضية   | 1     | 1       |
| إخضاع        | 4     | 2       |
| قرار القضاة  | 2     | 1       |

| النتيجة | السجل | الخصم                | الطريقة                          | الحدث                                                     | التاريخ        | الجولة | الوقت | المكان                            | الملاحظات |
| ------- | ----- | -------------------- | -------------------------------- | --------------------------------------------------------- | -------------- | ------ | ----- | --------------------------------- | --------- |
| فاز     | 7–4   | سعيد سلامبك الدربييف | إخضاع                            | MMA Live 8 - بطولة MMA الحية 8                            | 17 يوليو 2021  | 1      | 3:52  | ريزا، ألمانيا                     |           |
| خسر     | 6–4   | بدر الدين دياني      | الضربة القاضية الفنية (باللكمات) | الإمارات ووريورز - الإمارات ووريورز 19: الجزيرة العربية 3 | 18 يونيو 2021  | 2      | 1:27  | أبو ظبي، الإمارات العربية المتحدة |           |
| فاز     | 6–3   | رسلان هيليشكو        | الضربة القاضية الفنية            | الأريناالمقدسة 3 - ADS 3                                  | 29 فبراير 2020 | 1      | 2:45  | رانس، فرنسا                       |           |
| فاز     | 5–3   | ديمتري هنري          | إخضاع                            | 100 ٪ Fight 39 - ملك القتال 2019                          | 20 أبريل 2019  | 1      | 1:10  | باريس، فرنسا                      |           |
| فاز     | 4–3   | رومان ديبيان         | إخضاع                            | الأرينا المقدسة 1 - التكوين                               | 3 فبراير 2018  | 2      | 3:45  | رانس، فرنسا                       |           |
| خسر     | 3–3   | وليد لعيدي           | قرار الحكام (بالإجماع)           | 100٪ قاتل 33 - الصعود                                     | 18 يناير 2018  | 2      | 5:00  | باريس، فرنسا                      |           |
| فاز     | 3–2   | سعيد الحامد          | إخضاع                            | 100٪ قاتل 32 - طريق المحارب                               | 25 نوفمبر 2017 | 1      | 1:29  | باريس، فرنسا                      |           |
| فاز     | 2–2   | سامي كوداس           | قرار الحكام (بالإجماع)           | المستوى التالي 2                                          | 28 أكتوبر 2017 | 2      | 5:00  | مانتس لا فيل، فرنسا               |           |
| خسر     | 1–2   | رومان بيديت          | إخضاع                            | بطولة خروج المغلوب -KOC: نسخة برستيج                      | 11 فبراير 2017 | 1      | 2:19  | بوردو، فرنسا                      |           |
| خسر     | 1–1   | عبدول عبدالرحيموف    | إخضاع                            | 100٪ قتال - متنافسون 33                                   | 26 نوفمبر 2016 | 1      | 2:21  | باريس، فرنسا                      |           |
| فاز     | 1–0   | أوريل لوتينا         | قرار الحكام (بالإجماع)           | 100٪ قتال - متنافسون 33                                   | 26 نوفمبر 2016 | 2      | 5:00  | باريس، فرنسا                      |           |

المصدر: 

## وصلات خارجية
- الموقع الرسمي
- سفيان العيساوي على موقع شيردوغ (الإنجليزية)
- سفيان العيساوي على موقع Tapology.com (الإنجليزية)
- سفيان العيساوي على موقع فايت ماتريكس (الإنجليزية)
- سفيان العيساوي على موقع IMDb (الإنجليزية)
- سفيان العيساوي على موقع ألو سيني (الفرنسية)
- سفيان العيساوي على موقع ميوزك برينز (الإنجليزية)